# Sneeuwkanon

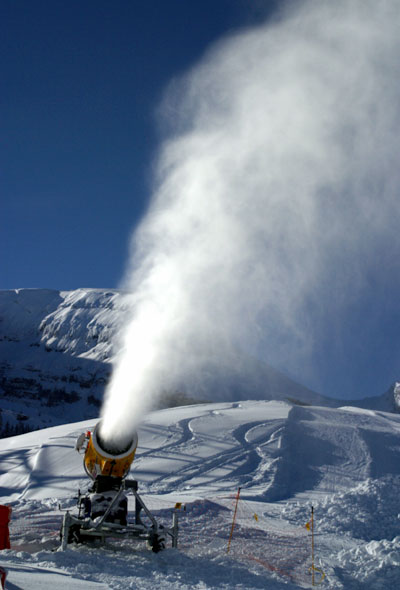
Sneeuwkanon in actie, in Zwitserland

Een sneeuwkanon is een toestel waarmee kunstmatige sneeuw of cultuursneeuw kan worden aangemaakt.
Sneeuwkanonnen worden onder meer gebruikt op skipistes, wanneer de natuurlijke sneeuwval uitblijft of onvoldoende is. Het spreekt vanzelf dat dit alleen zin heeft als de temperatuur om en nabij het vriespunt ligt, sommige kanonnen kunnen ook bij positieve temperaturen tot +4°C sneeuw produceren. De sneeuw blijft stabiel tot +5°C en zelfs bij hogere temperaturen wordt hij slechts langzaam slechter van kwaliteit.
Het gebruik van sneeuwkanonnen is omstreden vanwege de milieuaspecten: het energieverbruik, het waterverbruik en de afkoeling van de ondergrond waardoor het groeiseizoen ter plekke enkele weken verkort wordt.

## Soorten sneeuwkanonnen
- Indeling qua uitzicht
  - Een sneeuwlans is een aluminium buis op een voet waarin water (net boven vriestemperatuur) en perslucht worden aangevoerd. De perslucht wordt in de lans geleid en boven in de lans wordt water verneveld; door het uitzetten van de lucht, daalt de temperatuur tot onder het vriespunt en ontstaan sneeuwkristallen. Een sneeuwlans maakt ongeveer 0,7 m³ sneeuw per uur. Inzet is alleen mogelijk bij buitentemperaturen boven nul en bij een voldoende hoge luchtvochtigheid want om sneeuw te maken moet er vocht uit de omgeving bij het proces betrokken worden.
  - Bij het Drukluchtkanon, dat eruitziet als een grote brandspuit op een voet, wordt een mengsel van water en lucht bij een druk van 5-10 Bar naar buiten geperst; ook hier bevriest het water door het afkoelende effect van uitzetting.
  - Een Ventilatorkanon is een combinatie van een sproei-installatie, een ventilator en water- en luchtaanvoer: ook hier maakt men gebruik van samengeperste lucht waarin water wordt verneveld. Het mengsel valt in de door de ventilator opgewekte luchtstroom die ook vocht uit de lucht aanzuigt.
- Indeling naar werking, er zijn drie werkingswijzes van een sneeuwkanon:
  - Een Ventilatorkanon
  - Een Drukluchtkanon
  - Alle-weerkanon dat sneeuw produceert met behulp van koelmachines.

Soms voegt men een bacterie toe, bacteriekanker (Pseudomonas syringae (soort 31 R)), die ook natuurlijk voorkomt in bepaalde waters en op sommige planten maar waarvan sommige soorten pathogeen voor planten kunnen zijn, om de kernvorming van de sneeuw te verbeteren. Deze ongevaarlijke bacterie doet water van meer dan 0 °C bevriezen.

## Werking
Verschillende parameters beïnvloeden de werking van een sneeuwkanon en de productie van sneeuw: de luchttemperatuur, relatieve vochtigheidsgraad, luchtdruk, temperatuur van het water, bewolking en de windcondities.
De correlatie van omgevingstemperatuur en vochtigheidsgraad is de belangrijkste factor of er al dan niet sneeuw kan geproduceerd worden. Een verkilling (dikwijls veroorzaakt door een open nachtelijke hemel) heeft ook een daling van de vochtigheidsgraad tot gevolg.
Het is mogelijk om sneeuw te maken bij -2 °C/vochtig (-2 °C en 100 % luchtvochtigheid) met de nieuwste kanonnen , maar de beste resultaten komen er bij een luchtvochtigheid van minder dan 50 %. Bij een hogere lucht vochtigheid zullen de waterdruppels niet kunnen kristalliseren en vallen op de grond waar ze ijs vormen (onderkoelde regen effect).
Maar bij een lage vochtigheid (30 à 40 %) is het mogelijk om sneeuw te maken bij positieve temperaturen (1 à 2 °C max...), omdat het water dat door een sneeuwkanon verneveld wordt, uitzet en dus afkoelt.
De temperatuur van het gebruikte water is ook heel belangrijk. als het water op 1 of 1,5 °C is bij vertrek zal de kristallisatie sneller verlopen dan wanneer het 5 of 6 °C is. Indien met water onder druk gebruikt kunnen zelfs lagere (negatieve) temperaturen worden bereikt zonder dat het water in de leidingen bevriest.
Ook bewolking kan sneeuwvorming verhinderen en dat om 2 redenen: opwarming (er stapelt zich warme lucht op onder een wolk)en verhoging van de lucht vochtigheid er stapelt zich vochtigheid op in de lucht onder de wolk
Natuurlijk speelt de wind een belangrijke rol, men zal het sneeuwkanon altijd dwars op de windrichting zetten om opstapeling van sneeuw in de mond van het kanon tegen te gaan
Met 1m³ water (1000 l) kan men 2 tot 2,2 m³ sneeuw produceren.
De lansen blazen (samen)geperste lucht die uitzet, het water wordt door een sproeier in de luchtstraal gespoten en meegevoerd, de uitzettende lucht verliest snel temperatuur wat het water doet kristalliseren.
De kanonnen die water en gecompresseerde lucht gebruiken zorgen ervoor dat een mix van water en lucht onder druk naar buiten wordt geperst waar de uitzetting van het mengsel voor afkoeling zorgt hetgeen het water doet condenseren en kristalliseren.
De ventilatorkanonnen maken zelf perslucht. De grote ventilator dient om een wind te maken die het afkoelende watermengsel meeneemt, nog verder afkoelt en het vocht doet kristalliseren.
Een sneeuwkanon (of althans de vernevelaar) wordt dikwijls vrij hoog opgesteld om ervoor te zorgen dat het vernevelde water voldoende tijd onderweg is om de druppels te laten kristalliseren tussen de 2,5 en de 10 m.
In de buurt van woongebieden is het geluid van sneeuwkanonnen soms hinderlijk vooral 's nachts, de lansen zijn de meest geluidsarme sneeuwkanonnen. Daarom wordt onderzoek gedaan naar technieken om de hoeveelheid geluid te beperken.